# Жэнь Хан
Жэнь Хан (кит. упр. 任航, пиньинь Rén Háng; 23 февраля 1989 года, Шэньян, Китай) — китайский футболист, играющий за клуб «Ухань Фри Таунс». Играет на позиции защитника.

## Клубная карьера
Начал футбольную карьеру в академии клуба «Гуанчжоу Фули». Дебютировал за первую команду 4 октября 2007 года в матче против клуба «Шанхай Шэньхуа».
В 2011 году перешёл в «Цзянсу Сайнти». Дебютировал за новый клуб 3 апреля 2011 года в матче против клуба «Бэйцзин Гоань». Забил первый гол 17 августа 2011 года в матче против клуба «Шаньдун Лунэн» на 45-й минуте. Впоследствии стал капитаном клуба и привел команду к победе в Кубке Китая 2015 года.
В июне 2016 года Жэнь был переведен в резервную команду «Цзянсу» из-за спора по контракту с клубом. 16 сентября 2016 года он расторг свой контракт с «Цзянсу» и присоединился к другой китайской команде Суперлиги «Хэбэй Чайна Форчун». Однако он не мог играть за клуб до сезона 2017 года. Дебютировал за новый клуб 5 марта 2017 года в матче против «Хэнань Цзянье», закончившемся вничью со счетом 0:0. Всего за команду провёл 87 матчей и забил 4 гола.
11 апреля 2021 года был отдан в аренду в клуб второго по силе дивизиона Китая «Ухань Фри Таунс». Жэнь стал важным игроком стартового состава и помог команде выиграть турнир и впервые в истории выйти в чемпионат Китая. В марте 2022 года подписал полноценный контракт с «Уханем» и в сезоне 2022 года помог команде впервые в истории выиграть чемпионат Китая. В 2023 году стал победителем Суперкубка Китая, хоть и не принимал участия в матче.

## Международная карьера
Дебютировал за сборную Китая 18 июня 2014 года в товарищеском матче против сборной Македонии. В 2015 году Жэнь в составе сборной Китая принял участие в кубке Азии. На турнире был игроком основного состава и принял участие в матчах группового этапа против сборных Саудовской Аравии и Узбекистана, и в четвертьфинальном матче против сборной Австралии. 6 июля 2017 года в товарищеском матче против сборной Филиппин забил дебютный гол за национальную сборную.

## Статистика
| Сезон           | Клуб                     | Дивизион        | Лига  | Лига | Кубок | Кубок | Континентальные | Континентальные | Всего | Всего |
| Сезон           | Клуб                     | Дивизион        | Матчи | Голы | Матчи | Голы  | Матчи           | Голы            | Матчи | Голы  |
| --------------- | ------------------------ | --------------- | ----- | ---- | ----- | ----- | --------------- | --------------- | ----- | ----- |
| 2007            | Гуанчжоу Фули            | Суперлига       | 3     | 0    | 0     | 0     | -               | -               | 3     | 0     |
| 2008            | Гуанчжоу Фули            | Суперлига       | 24    | 0    | 0     | 0     | -               | -               | 24    | 0     |
| 2009            | Гуанчжоу Фули            | Суперлига       | 21    | 0    | 0     | 0     | -               | -               | 21    | 0     |
| 2010            | Гуанчжоу Фули            | Суперлига       | 10    | 0    | 0     | 0     | -               | -               | 10    | 0     |
| 2011            | Цзянсу Сайнти            | Суперлига       | 27    | 1    | 0     | 0     | -               | -               | 27    | 1     |
| 2012            | Цзянсу Сайнти            | Суперлига       | 30    | 1    | 1     | 0     | -               | -               | 31    | 1     |
| 2013            | Цзянсу Сайнти            | Суперлига       | 20    | 0    | 2     | 0     | 6               | 0               | 28    | 0     |
| 2014            | Цзянсу Сайнти            | Суперлига       | 25    | 1    | 7     | 0     | -               | -               | 32    | 1     |
| 2015            | Цзянсу Сайнти            | Суперлига       | 26    | 2    | 3     | 0     | -               | -               | 29    | 2     |
| 2016            | Цзянсу Сайнти            | Суперлига       | 12    | 3    | 1     | 0     | 6               | 0               | 19    | 3     |
| 2017            | Хэбэй                    | Суперлига       | 23    | 1    | 0     | 0     | -               | -               | 23    | 1     |
| 2018            | Хэбэй                    | Суперлига       | 22    | 1    | 2     | 1     | -               | -               | 24    | 2     |
| 2019            | Хэбэй                    | Суперлига       | 25    | 1    | 0     | 0     | -               | -               | 25    | 1     |
| 2020            | Хэбэй                    | Суперлига       | 17    | 1    | 0     | 0     | -               | -               | 17    | 1     |
| 2021            | Ухань Фри Таунс (аренда) | Первая лига     | 30    | 0    | 0     | 0     | -               | -               | 30    | 0     |
| 2022            | Ухань Фри Таунс          | Чемпионат Китая | 23    | 1    | 0     | 0     | -               | -               | 23    | 1     |
| 2023            | Ухань Фри Таунс          | Чемпионат Китая | 20    | 0    | 2     | 0     | 6               | 0               | 28    | 0     |
| 2024            | Ухань Фри Таунс          | Чемпионат Китая | 18    | 0    | 1     | 0     | -               | -               | 19    | 0     |
| Всего в карьере | Всего в карьере          | Всего в карьере | 323   | 13   | 22    | 2     | 18              | 0               | 363   | 15    |

## Достижения
Командные
«Цзянсу Сайнти»
- Обладатель Кубка Китая : 2015
- Обладатель Суперкубка Китая : 2013

«Ухань Фри Таунс»
- Победитель чемпионата Китая : 2022
- Победитель первой лиги Китая : 2021
- Обладатель Суперкубка Китая : 2023